# Station Remicourt
Station Remicourt is een spoorwegstation langs spoorlijn 36 (Brussel-Luik) in de gemeente Remicourt. Het is nu een stopplaats.

## Treindienst
| Serie       | Treinsoort          | Route                                                             | Bijzonderheden                                 |
| ----------- | ------------------- | ----------------------------------------------------------------- | ---------------------------------------------- |
| S 44        | S-trein Luik (NMBS) | Landen – Borgworm – Remicourt – Momalle – Luik-Guillemins – Wezet | Rijdt in het weekend Landen - Luik-Guillemins. |
| P 7375      | Piekuurtrein (NMBS) | Landen – Remicourt – Luik-Guillemins                              | Rijdt alleen op werkdagen.                     |
| P 7490/8490 | Piekuurtrein (NMBS) | Borgworm – Remicourt – Luik-Guillemins                            | Rijdt alleen op werkdagen.                     |

## Reizigerstellingen
De grafiek en tabel geven het gemiddeld aantal instappende reizigers weer op een week-, zater- en zondag.
| Tabel: aantal instappende reizigers station Remicourt | Tabel: aantal instappende reizigers station Remicourt | Tabel: aantal instappende reizigers station Remicourt | Tabel: aantal instappende reizigers station Remicourt |
|                                                       | Weekdag                                               | Zaterdag                                              | Zondag                                                |
| ----------------------------------------------------- | ----------------------------------------------------- | ----------------------------------------------------- | ----------------------------------------------------- |
| 1977                                                  | 419                                                   | 78                                                    | 66                                                    |
| 1978                                                  | 396                                                   | 87                                                    | 57                                                    |
| 1979                                                  | 342                                                   | 63                                                    | 47                                                    |
| 1980                                                  | 340                                                   | 48                                                    | 46                                                    |
| 1981                                                  | 331                                                   | 66                                                    | 35                                                    |
| 1982                                                  | 358                                                   | 54                                                    | 46                                                    |
| 1983                                                  | 294                                                   | 47                                                    | 30                                                    |
| 1984                                                  | 307                                                   | 39                                                    | 37                                                    |
| 1985                                                  | 230                                                   | 29                                                    | 43                                                    |
| 1986                                                  | 223                                                   | 37                                                    | 38                                                    |
| 1987                                                  | 228                                                   | 37                                                    | 30                                                    |
| 1988                                                  | 256                                                   | 33                                                    | 40                                                    |
| 1989                                                  | 219                                                   | 32                                                    | 18                                                    |
| 1990                                                  | 236                                                   | 38                                                    | 26                                                    |
| 1991                                                  | 215                                                   | 45                                                    | 35                                                    |
| 1992                                                  | 222                                                   | 41                                                    | 40                                                    |
| 1993                                                  | 281                                                   | 24                                                    | 18                                                    |
| 1994                                                  | 198                                                   | 22                                                    | 10                                                    |
| 1995                                                  | 145                                                   | 16                                                    | 16                                                    |
| 1996                                                  | 185                                                   | 6                                                     | 12                                                    |
| 1997                                                  | 148                                                   | 10                                                    | 10                                                    |
| 1998                                                  | 161                                                   | 14                                                    | 16                                                    |
| 1999                                                  | 134                                                   | 13                                                    | 16                                                    |
| 2000                                                  | 169                                                   | 22                                                    | 16                                                    |
| 2001                                                  | 161                                                   | 13                                                    | 10                                                    |
| 2002                                                  | 181                                                   | 21                                                    | 13                                                    |
| 2003                                                  | 142                                                   | 19                                                    | 18                                                    |
| 2004                                                  | 175                                                   | 25                                                    | 38                                                    |
| 2005                                                  | 192                                                   | 38                                                    | 18                                                    |
| 2006                                                  | 183                                                   | 29                                                    | 24                                                    |
| 2007                                                  | 183                                                   | 32                                                    | 22                                                    |
| 2008                                                  | -                                                     | -                                                     | -                                                     |
| 2009                                                  | 188                                                   | 33                                                    | 21                                                    |
| 2010                                                  | -                                                     | -                                                     | -                                                     |
| 2011                                                  | -                                                     | -                                                     | -                                                     |
| 2012                                                  | 179                                                   | 28                                                    | 18                                                    |
| 2013                                                  | 175                                                   | 16                                                    | 15                                                    |
| 2014                                                  | 187                                                   | 25                                                    | 17                                                    |
| 2015                                                  | 161                                                   | 58                                                    | 38                                                    |
| 2016                                                  | 159                                                   | 33                                                    | 32                                                    |
| 2017                                                  | 154                                                   | 32                                                    | 30                                                    |
| 2018                                                  | 177                                                   | 31                                                    | 39                                                    |
| 2019                                                  | 149                                                   | 39                                                    | 28                                                    |
| 2020                                                  | 130                                                   | 29                                                    | 30                                                    |
| 2021                                                  | -                                                     | -                                                     | -                                                     |
| 2022                                                  | 170                                                   | 63                                                    | 46                                                    |
| 2023                                                  | 171                                                   | 55                                                    | 50                                                    |
| 2024                                                  | 165                                                   | 48                                                    | 33                                                    |

0,0: Brussel-Noord ·
2,4: Schaarbeek ·
5,5: Haren-Zuid ·
7,0: Diegem ·
9,4: Zaventem ·
12,0: Nossegem ·
14,7: Kortenberg ·
16,1: Zavelstraat ·
17,8: Erps-Kwerps ·
19,2: Beisem ·
21,1: Veltem ·
24:0: Herent ·
28,8: Leuven ·
34,1: Korbeek-Lo ·
36,1: Lovenjoel ·
40,0: Vertrijk ·
42,0: Roosbeek ·
44,3: Kumtich ·
47,4: Tienen ·
53,8: Ezemaal ·
57,0: Neerwinden ·
60,7: Landen ·
64,0: Gingelom ·
69,0: Jeuk-Rosoux ·
71,5: Corswarem ·
74,5: Waremme ·
77,2: Bleret ·
79,8: Remicourt ·
83,2: Momalle ·
85,4: Fexhe-le-Haut-Clocher ·
87,8: Voroux-Goreux ·
89,9: Bierset-Awans ·
93,4: Ans ·
94,7: Montegnée ·
97,0: Liège-Haut-Pré ·
99,9: Luik-Guillemins